# Bus Gamer
Bus Gamer (ビズゲーマー Bizu Gēmā?) es un manga escrito por Kazuya Minekura. Solo existe un volumen "edición piloto", por las dificultades de su serialización. La serie cuenta la historia de tres jóvenes contratados por una misteriosa empresa para participar en un juego empresarial, donde las empresas se enfrenta entre ellas en secreto. 
La adaptación al anime corrió a cargo de Studio Izena y fue televisada por el canal KBS Kyoto durante el 14 de marzo al 28 de marzo de 2008.

## Argumento
El Bus Game es un juego de simulación de batallas ilegales donde los participantes son elegidos por varias empresas para competir en grupos de tres contra tres en un campo de batalla, que generalmente se encuentra en Tokio. Los equipos se dividen en "CASA" y "FUERA". El equipo "que juegan en CASA" se le entrega un disco con información secreta de la empresa que le han contratado y que deben proteger; en cambio el equipo "que juega FUERA" deben conseguir robar el disco antes de terminarse el tiempo de juego. Las empresas que participan en el Bus Game apuestan grandes cantidades de dinero y observan la acción por cámaras. Los participantes a cambio de sus victorias, ganarán dinero.
La historia se centra en tres jóvenes, Toki Mishiba, Nobuto Nakajyo y Kazuo Saitoh, que son contratados por una empresa para participar en el Bus Game bajo el nombre de TEAM AAA (triple anónimo o No Name). Los tres son completos desconocidos entre ellos, de vidas totalmente distintas y que desconfían entre ellos. Pero hay algo que tienen en común y es que quieren ganar un billón de yens.

## Personajes
Toki Mishiba (美柴 鴇 Mishiba Toki?)  Seiyū: Suzumura Kenichi
- Edad: 20
- Fecha de nacimiento: 14 de febrero de 1979
- Residencia: Shizuoka
- Altura: 1.68 cm
- Peso: 54 kg

Mishiba es un estudiante en una escuela de diseño. Se crio en un dojo de Aikido y resultó ser un excelente en las artes marciales. Es segundo grado de cinturón negro en Karate, cuarto en Aikido y primero en Kendo. Es una persona que apenas habla y no expresa sus sentimientos. Trabaja a tiempo parcial en una copisteria y como camarero en un bar, donde su hermano mayor es el gerente, el cual es una de las pocas personas que confía. Vive solo en un apartamento y las circunstancias de su familia son desconocidas, aunque parece ser que tenía un hermano gemelo llamado "Shigi". Su comida favorita es el salmón; y cuando come Onigiri relleno de salmón, mejora su estado de ánimo, aunque no lo muestre.
Nobuto Nakajō (中条 伸人 Nakajyo Nobuto?)  Seiyū: Suwabe Junichi
- Edad: 22
- Fecha de nacimiento: 23 de marzo de 1977
- Residencia: Chiba
- Altura: 1.83 cm
- Peso: 72 kg

Nakajō es un estudiante de la facultad de medicina. Es el tercer hijo en su familia y heredero de un hospital de enfermedades graves. Sin embargo,  debido a su actitud delictiva y su ansia de dañar a los demás, ha sido desheredado; y actualmente no va a clase.Vive en un apartamento de seis plantas, y suele ser visitados por diferente mujeres cuando es está en él Es alto y musculoso, siempre lleva un peinado que le tapa los ojos. Fresco y completamente realista, es un nihilista que tiene confianza en sí mismo. Sin embargo, es bueno en el cuidado de las personas, y como el mayor del TEAM AAA, actúa como líder. Tiene experiencia en lidiar batallas callejeras y no duda en emplear la violencia. Le gusta beber alcohol y fumar. Posee dos o más trabajos diarios, como profesor de shōgi o guardia de seguridad.
Kazuo Saitō (斉藤 一雄 Saitoo Kazuo?)  Seiyū: Hiroki Takahashi
- Edad: 17
- Fecha de nacimiento: 18 de julio de 1981
- Residencia: Tokio
- Altura: 1.81 cm
- Peso: 72 kg

Saitō es un estudiante de secundaria y es el más joven del equipo, a pesar de su altura. Él es el hijo único de la casa Saitō y ayuda a dirigir una pequeña tienda de electrónica. Perdió a su padre siendo muy joven, pero tiene una actitud energética y sin preocupaciones. Aunque inicialmente Nakajō y Mishiba lo encuentran como una persona irritante y una carga para ellos, ya que no posee mucha fuerza física, le cogen cariño. Es bueno para resolver rompecabezas o usar aparatos electrónicos. Su comida favorita son las hamburguesa y los espaguetis.

## Contenido de la obra

### Manga
Bus Gamer es un manga de Kazuya Minekura, y solo existe un volumen "edición Piloto" por los problemas de serialización. Este fue lanzado en julio del 2001. Fue serializada por la revista Comic Rex y publicada por Enix. Está licenciada en EE. UU. por Tokyopop y en Alemania por el grupo Egmont Manga & Anime. Kazuya tiene la intención de terminar la obra, pero de momento no hay ningún anuncio de la continuación de ella.

### Anime
La adaptación anime fue emitida los días 14 de marzo al 28 de marzo del 2008 por KBS Kyoto. Consta de solo 3 episodios. La adaptación fue llevada a cabo por Studio Izena y como director tenía a Naoyuki Kuzuya. En todo momento estuvo supervisada por Kazuya Minekura.